# Strömungsstreifung
Strömungsstreifung ist eine weit verbreitete Sedimentstruktur, die vorwiegend in Sanden und Silten auftritt. Ihre Entstehung im Medium Wasser wird auf Turbulenzen in der sedimentnahen Grenzschicht zurückgeführt.

## Geschichte
Strömungsstreifung (englisch parting lineation) wurde zum ersten Mal 1859 von Henry Clifton Sorby wissenschaftlich beschrieben. Ihm folgten deutsche Sedimentologen: 1938 Hans Cloos, 1939 W. Häntzschel, dem die feine, parallele Streifung auf den Oberflächen von tidalen Sandkörpern aufgefallen war, 1953 Adolf Seilacher und 1956 A. Rabien. Der Begriff Strömungsstreifung geht auf Werner Pleßmann zurück, der ihn 1961 eingeführt hatte; Pleßmann unterschied gleichzeitig noch eine grobkörnigere Strömungsriefung. Der englische Begriff parting lineation wurde 1955 von J. C. Crowell geprägt. Für die Struktur existieren aber auch noch andere Termini wie z. B. primary current lineation (Stokes, 1947) oder streaming lineation (C. E. B. Conybeare & K. A. W. Crooke, 1968). Von der eigentlichen parting lineation trennten Mc Bride & Yeakel 1963 noch die so genannte parting-step lineation ab, die sekundär parallel entlang der Strömungsstreifung entsteht; es handelt sich hier um das stufenartige Abplatzen feinster Sedimentlagen, welches vorzugsweise der Strömungsrichtung folgt.

## Beschreibung

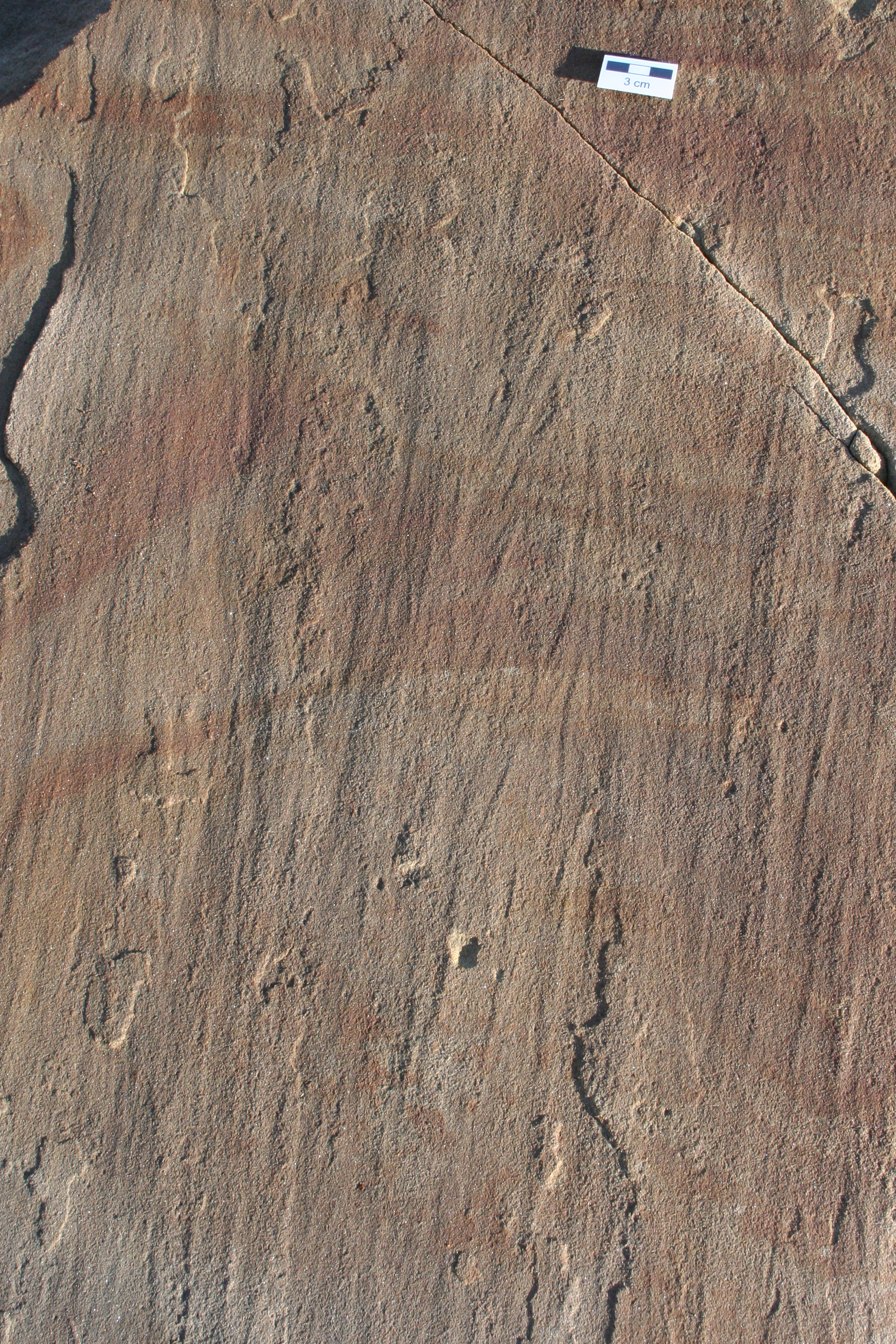
Strömungsstreifung aus der oberkarbonischen Inverness Formation, Nova Scotia, Kanada

Strömungsstreifung ist eine Struktur der Sedimentoberfläche und findet sich gewöhnlich auf sehr dünnlagigen, horizontal geschichteten Sandsteinlagen (parallel-laminated sandstones). Die auf Spaltflächen erkennbare Struktur behält ihre Parallelität zur Strömung oft über viele Quadratmeter bei. Die Streifung besteht aus flachen, parallel angeordneten Rücken, die durch Rillen oder Furchen voneinander getrennt werden. Der Höhenunterschied beträgt meist nicht mehr als einige Korngrössendurchmesser. Die Furchen erscheinen im Querprofil flachgründig, die Rücken sind gerundet. Rücken und Furchen sind in ihrer Längserstreckung versetzt (englisch en echelon) zueinander angeordnet, d. h., die Rücken gehen in Strömungsrichtung in Furchen über. Der Abstand der einzelnen Rücken im Querprofil beträgt typischerweise 5,9 bis 12,5 Millimeter. Länge und Abstand der Rücken nimmt mit der Korngröße des Sediments zu: in feinkörnigen Sanden beträgt ihre Länge 3,5 bis 12 Zentimeter, in mittelkörnigen Sanden 5 bis 30 Zentimeter. Ihre Längserstreckung ist demnach das 5- bis 20-fache ihrer Wellenlänge λ im Querprofil. In den Rücken häuft sich die gröbere Sedimentfraktion an, dunkle Schwerminerale und Glimmerfahnen nehmen eine Mittelstellung zwischen den beiden Extrempositionen ein.

## Gefüge
Statistische Untersuchungen an der räumlichen Verteilung der Sedimentkörner zeigen, dass ihre Längsachsen in der Horizontalen zwei symmetrische Maxima bilden, die zwischen 10° und 20° beiderseits der Strömungsrichtung zu liegen kommen. Diese Maxima sind ferner in der Vertikalen um 8° bis 12° gegen die Strömung geneigt, d. h. in Strömungsrichtung ansteigend, die Körner liegen folglich dachziegelartig aufeinander.

## Entstehung
Es gilt mittlerweile als ziemlich gesichert, dass Strömungsstreifung in der turbulenten, viskosen Grenzschicht unmittelbar oberhalb der Sedimentoberfläche entsteht. Der hierfür verantwortliche Prozess kann in strichartig angeordneten, Korkenziehern ähnelnden Turbulenzwirbelstrassen innerhalb der Grenzschicht festgemacht werden (in einem anderen Modell werden sie als zu „Haarnadeln“ ausgewalzten Wirbelwalzen – englisch hairpin vortices – gedeutet). Strömungsabwärts kommt es in der Grenzschicht zu einem rhythmischen Abheben der Stromstriche von der Sedimentoberfläche, welches schließlich in ein Aufplatzen (engl. bursting streaks) übergeht. Dies wiederum zieht jedoch ein beidseitiges, laterales Zuströmen von Flüssigkeit nach sich. Die bei diesem zyklischen Vorgang (Abheben-Platzen-Einströmen) gegenüber der Sedimentoberfläche auftretenden Scherkräfte spiegeln sich dann in der gemessenen Verteilung der Kornlängsachsen im Sediment wider. Letztlich ist es der unter einem Winkel von rund 20° erfolgende seitliche Zustrom, welcher die Sedimentkörner im Furchenbereich „auffegt“ und dann unterhalb der sich hebenden Turbulenzwirbel in den parallel angeordneten Rücken wieder ablagert. Im Englischen wird dieser Prozess folgerichtig auch als burst and sweep bezeichnet.

## Vorkommen
Strömungsstreifung ist an grobkörnige Silte, sowie an sehr feinkörnige bis mittelkörnige Sande gebunden (Korngrößen von 16–500 µm). In gröberen Sedimenten ist sie sehr selten. Hydraulisches Regime ist die sogenannte Obere Horizontalschichtung (upper plane bed) mit recht hohen Strömungsgeschwindigkeiten zwischen 0,6 und 1,3 Meter pro Sekunde (so genannte „schießende“ Strömung).

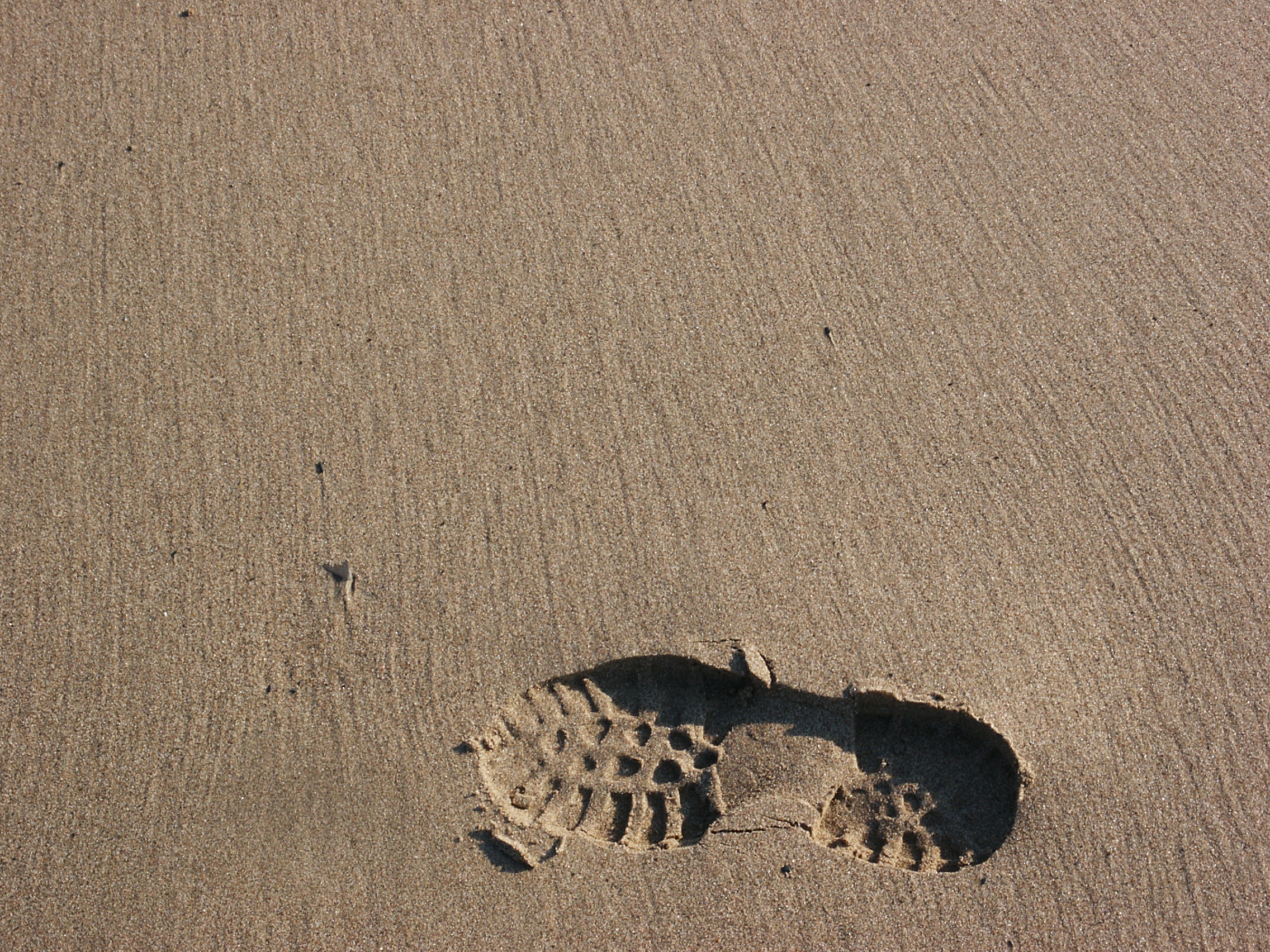
Aktuogeologisches Beispiel von Strömungsstreifung im Strandbereich

Aktuogeologisch tritt Strömungsstreifung in verschiedenen Environments auf. Am häufigsten kommt die Struktur zweifellos im nassen Strandbereich vor, sie entsteht beim Gischtrücklauf auf dem flachen Strandsediment. Sie findet sich ebenfalls in ablaufenden Gezeitenkanälen. Geologische Formationen (wie beispielsweise der Buntsandstein oder der Old Red Sandstone) bestätigen ferner das Auftreten von Strömungsstreifung in flachmarinen Sedimenten und sogar in Turbiditen. Strömungsstreifungen sind aber nicht nur auf den marinen Bereich beschränkt, sondern werden ebenfalls in Flusssedimenten angetroffen, so beispielsweise in flachschichtigen Sandbänken.
Parting-step lineation, die sich durch treppenförmige Bruchflächen auszeichnet, wurde von Banerjee sogar aus Warvenllagen in Gletscherseen berichtet.
In hydraulischen Experimenten wurde Strömungsstreifung auch künstlich erzeugt.
Anmerkung: Im marinen Milieu sind Strömungsstreifungen nicht ausschließlich mit der Oberen Horizontalschichtung assoziiert, so wurden sie auch bereits im erosiven Bereich von Rippeln, Megarippeln und Dünen beobachtet, d. h. bei wesentlich geringeren Strömungsgeschwindigkeiten.
Aufgrund dieser recht vielseitigen Verbreitung von Strömungsstreifung, deren Entstehung an turbulente, schießende Strömungen gebunden ist, wird ersichtlich, dass sich diese Sedimentstruktur nur schwer als eindeutiger Indikator des Ablagerungsraumes heranziehen lässt.

## Theoretische Überlegungen
Ausgangsgleichung zur Analyse von Strömungsstreifungen ist die quadratische Scherspannungsgleichung:
{\displaystyle \tau =1/8\cdot f\cdot \rho \cdot U_{m}^{2}}
Die von der Strömung in der Grenzschicht ausgeübte Scherspannung τ ist folglich dem Quadrat der mittleren Strömungsgeschwindigkeit proportional. Konstanten sind f (Darcy-Weisbach-Reibungskoeffizient) und die Flüssigkeitsdichte ρ.
Empirische Untersuchungen haben für die Abstände der parallel verlaufenden Strichbahnen bzw. Rücken einen mehr oder weniger konstanten dimensionslosen Wert Z von 100 erbracht. Es gilt die Beziehung:
{\displaystyle Z=100={\frac {\rho }{\eta U_{t}\lambda }}}
Hierbei ist λ der jeweils gemessene Abstand der Strichbahnen, Ut ist die Schergeschwindigkeit und η die Viskosität der Flüssigkeit.
Ferner gilt:
{\displaystyle U_{t}={\sqrt {\frac {\tau }{\rho }}}}
oder aufgelöst nach τ:
{\displaystyle \tau =U_{t}^{2}\cdot \rho }
Nach Gleichsetzung der beiden Gleichungen für τ und einigen Umformungen gelangt man schließlich zu einem Ausdruck für den Abstand λ:
{\displaystyle \lambda =100(\eta /\rho ){\sqrt {(8/U_{m}^{2}\cdot f)}}}
Beim Einsetzen folgender realistischer Werte ergibt sich für λ:
- η = 1,06·10−3 Pa·s
- ρ = 1000 kg/m3
- f = 0,01
- Um = 1 m/s

{\displaystyle \lambda =100\cdot 1{,}06\cdot 10^{-6}\,\mathrm {\frac {Pa\cdot s\cdot m^{3}}{kg}} \cdot {\sqrt {800\,\mathrm {\frac {s^{2}}{m^{2}}} }}=1{,}06\cdot 10^{-4}\,\mathrm {\frac {m^{2}}{s}} \cdot 28{,}28\,\mathrm {\frac {s}{m}} }
{\displaystyle \lambda =2{,}998\cdot 10^{-3}\,\mathrm {m} }
Der berechnete Abstand der Strichbahnen beträgt somit 3 Millimeter. Dies stimmt recht gut mit den experimentell von Allen gemessenen Werten überein, welche aber dennoch generell um einen Faktor 2 bis 4 höher liegen. Die Diskrepanz wird damit erklärt, dass nur stärker entwickelte Strichbahnen auch einen makroskopisch erkennbaren Rücken hinterlassen.

## Bedeutung
Strömungsstreifung ist ein sehr guter Anzeiger für die herrschende Strömungsrichtung. Überdies kann mittels der räumlichen Anordnung des Korngefüges (in Dünnschliffen) die einstige Lagerung des Sediments (Hangendrichtung) rekonstruiert werden. Das hydraulische Regime der Oberen Horizontalschichtung wird durch Strömungsstreifung gekennzeichnet.